# Маложинский сельсовет
Маложинский сельсовет (бел. Малажынскі сельсавет) — административная единица на территории Брагинского района Гомельской области Беларуси. Административный центр — агрогородок Маложин.

## История
Создан 8 декабря 1926 года в составе Брагинского района Речицкого округа. С 9 июня 1927 года по 26 июля 1930 года в Гомельском округе. С 15 января 1938 года в Полесской области, с 8 января 1954 года — в Гомельской области.
20 сентября 2002 года в состав сельсовета включены населённые пункты упразднённого Кривчанского сельсовета.
С 29 ноября 2005 года исключены из данных по учёту и регистрации административно-территориальных и территориальных единиц посёлок Демеевка и деревня Дуброва.
11 декабря 2009 года в состав сельсовета включены деревни Волоховщина, Дублин, Старые Юрковичи, посёлки Дубровка, Ленинец, исключённые из состава Чемерисского сельсовета.

## Состав
Маложинский сельсовет включает 16 населённых пунктов:
- Алексеевка — деревня
- Береснёвка — деревня
- Волоховщина — деревня
- Громкий — посёлок
- Доброгоща — посёлок
- Дублин — деревня
- Дубровка — посёлок
- Жиличи — деревня
- Красная Нива — посёлок
- Кривча — деревня
- Ленинск — посёлок
- Ленинец — посёлок
- Маложин — агрогородок
- Переносы — деревня
- Ритов — посёлок
- Старые Юрковичи — деревня
- Чирвоная Поляна — посёлок

Упразднённые населённые пункты:
- Демеевка — посёлок[4]
- Дуброва — деревня[4]

## Население
Согласно переписи населения 2009 года на территории сельсовета проживало 1115 человек, среди которых 97,1% — белорусы.